# Momodu Mutairu
Momodu Mutairu (født 2. september 1976) er en tidligere nigeriansk fodboldspiller.

## Nigerias fodboldlandshold
| Nigerias landshold | Nigerias landshold | Nigerias landshold |
| År                 | Kmp                | Mål                |
| ------------------ | ------------------ | ------------------ |
| 1995               | 2                  | 0                  |
| Total              | 2                  | 0                  |